# Danh sách tập của Chị đẹp đạp gió rẽ sóng
Chị đẹp đạp gió rẽ sóng là một chương trình truyền hình thực tế về âm nhạc được phát sóng trên kênh VTV3. Đây là phiên bản Việt Nam của chương trình truyền hình Trung Quốc Sisters Who Make Waves (Ride the Wind) do Mango TV sản xuất, bao gồm 30 nữ nghệ sĩ (được gọi là các chị đẹp) có độ tuổi từ 30 trở lên hoặc gần kề tuổi 30, đã và đang hoạt động trong giới giải trí.
Chị đẹp đạp gió rẽ sóng lên sóng vào thứ 7 hàng tuần, lúc 21:15 trên kênh VTV3 và công chiếu lúc 21:45 trên kênh YouTube chính thức của nhà sản xuất (Yeah1 Show). Sang mùa thứ hai, chương trình chuyển sang phát sóng lúc 20:00 thứ 7 hàng tuần và công chiếu lúc 20:30 trên YouTube chính thức của nhà sản xuất (Yeah1 Show).

## Tổng quan các mùa
| Mùa | Mùa | Số chị đẹp | Số tập | Số tập | Phát sóng gốc        | Phát sóng gốc       | Đội hình chung cuộc | TK    |
| Mùa | Mùa | Số chị đẹp | Số tập | Số tập | Phát sóng lần đầu    | Phát sóng lần cuối  | Đội hình chung cuộc | TK    |
| --- | --- | ---------- | ------ | ------ | -------------------- | ------------------- | --- | ----- |
|     | 1   | 30         | 15     | 15     | 28 tháng 10 năm 2023 | 3 tháng 2 năm 2024  | - Thu Phương - Mỹ Linh - Lệ Quyên - Trang Pháp (đội trưởng) - Diệp Lâm Anh - Ninh Dương Lan Ngọc - MLee                                   | [ 2 ] |
|     | 2   | 30         | 15     | 15     | 26 tháng 10 năm 2024 | 25 tháng 1 năm 2025 | - Minh Tuyết - Minh Hằng - Tóc Tiên (đội trưởng) - Bùi Lan Hương - Dương Hoàng Yến - Xuân Nghi - Thiều Bảo Trâm - Kiều Anh - Mie - MisThy | [ 3 ] |

## Các tập

### Mùa 1
| Sân khấu ra mắt                        |    |                                                                 |                      |
| 1                                      | 1  | "Chị đẹp "cưỡi gió" tới đây!"                                   | 28 tháng 10 năm 2023 |
| 2                                      | 2  | "Điểm số lộ diện, chị đẹp nào sẽ là người "nắm quyền"?"         | 4 tháng 11 năm 2023  |
| 3                                      | 3  | "Chị đẹp lập nhóm, "thử" thôi không "thách"?"                   | 11 tháng 11 năm 2023 |
| Vòng công diễn 1: Tắc kè hoa           |    |                                                                 |                      |
| 4                                      | 4  | "Thử thách tập luyện căng thẳng, đội nào sẽ vượt ải ngoạn mục?" | 18 tháng 11 năm 2023 |
| 5                                      | 5  | "Công 1 bùng nổ, Lan Ngọc và Diệu Nhi bất ngờ thành đội trưởng" | 25 tháng 11 năm 2023 |
| Vòng công diễn 2: Thủy triều           |    |                                                                 |                      |
| 6                                      | 6  | "Thử thách luyện tập và hóa trang, Hồng Nhung bỗng "hồi teen"?" | 2 tháng 12 năm 2023  |
| 7                                      | 7  | "Mỹ Linh lộn nhào, Lệ Quyên bắn fast flow tại công diễn 2"      | 9 tháng 12 năm 2023  |
| Vòng công diễn 3: Chuyến tàu thời gian |    |                                                                 |                      |
| 8                                      | 8  | "Lynk Lee nhảy "hẩy hẩy" cùng Soobin, Trang Pháp quẩy quên sốt" | 16 tháng 12 năm 2023 |
| 9                                      | 9  | "Phương Vy bùng nổ, Khổng Tú Quỳnh "tung chiêu" ở công 3"       | 23 tháng 12 năm 2023 |
| Vòng công diễn 4: Đi tìm hạnh phúc     |    |                                                                 |                      |
| 10                                     | 10 | "Hồng Nhung ke đầu, Mỹ Linh nhảy hiphop khi 3 anh tài đổ bộ"    | 30 tháng 12 năm 2023 |
| 11                                     | 11 | "3 anh tài BigDaddy, Mono và Tăng Duy Tân cực cháy tại công 4"  | 6 tháng 1 năm 2024   |
| Vòng công diễn 5: Nguyệt thực          |    |                                                                 |                      |
| 12                                     | 12 | "Thanh Ngọc mang lửa lên sân khấu, Quỳnh Nga mạo hiểm đu vòng"  | 13 tháng 1 năm 2024  |
| 13                                     | 13 | "Thu Phương khóc vì "Đại minh tinh", Nguyên Hà áp lực tập nhảy" | 20 tháng 1 năm 2024  |
| Chung kết: Dải ngân hà                 |    |                                                                 |                      |
| 14                                     | 14 | "Hồng Nhung hát cải lương cực ngọt, Mỹ Linh đam mê vũ đạo"      | 27 tháng 1 năm 2024  |
| 15                                     | 15 | "Chung kết bùng nổ, 7 chị đẹp nào sẽ thành nhóm thành đoàn?"    | 3 tháng 2 năm 2024   |

### Mùa 2
| Sân khấu ra mắt: Unique Power – Độc bản                            |    |                                                                          |                      |
| 16                                                                 | 1  | "Mỹ Linh và Thu Phương trở lại, sân khấu ra mắt của 30 chị đẹp bắt đầu!" | 26 tháng 10 năm 2024 |
| 17                                                                 | 2  | "Minh Tuyết và Minh Hằng "quét sạch" sàn diễn, 6 đội trưởng lộ diện!"    | 2 tháng 11 năm 2024  |
| Vòng công diễn 1: Woman in the Mirror – Người phụ nữ trong gương   |    |                                                                          |                      |
| 18                                                                 | 3  | "Tóc Tiên "nhạc nào cũng nhảy", Ngọc Phước "nảy số" dàn dựng tích tắc"   | 9 tháng 11 năm 2024  |
| 19                                                                 | 4  | "Đại chiến công diễn 1, MisThy và Kiều Anh bứt phá giới hạn"             | 16 tháng 11 năm 2024 |
| Vòng công diễn 2: A Secret Makes a Woman Woman – Phía sau cánh cửa |    |                                                                          |                      |
| 20                                                                 | 5  | "Ngọc Phước khóc nấc vì Thu Phương, Thiều Bảo Trâm nhận thử thách khó"   | 23 tháng 11 năm 2024 |
| 21                                                                 | 6  | "Tuimi, Xuân Nghi xứng danh all-rounder và nước mắt vòng loại đầu tiên!" | 30 tháng 11 năm 2024 |
| Vòng công diễn 3: Wonderland – Vùng đất huyền diệu                 |    |                                                                          |                      |
| 22                                                                 | 7  | "Chiêu mộ đội hình sống còn, Kiều Anh và Mie tung chiêu dí tới cùng!"    | 7 tháng 12 năm 2024  |
| 23                                                                 | 8  | "Ái Phương đốt cháy hết tổn thương vụn vỡ, Hoàng Yến Chibi hát chèo!"    | 8 tháng 12 năm 2024  |
| 24                                                                 | 9  | "Phương Thanh trình diễn đầy lột xác, Bùi Lan Hương cất giọng mê đắm"    | 14 tháng 12 năm 2024 |
| Vòng công diễn 4: Unmask – Mộc                                     |    |                                                                          |                      |
| 25                                                                 | 10 | "Minh Tuyết đu dây hát bolero, Mỹ Linh ke đầu giữa "vườn địa đàng""      | 21 tháng 12 năm 2024 |
| 26                                                                 | 11 | "Thiều Bảo Trâm nhận kết cục buồn, Kiều Anh chật vật vòng lập đội!"      | 28 tháng 12 năm 2024 |
| Vòng công diễn 5: The Silence in the Storm – Tâm bão               |    |                                                                          |                      |
| 27                                                                 | 12 | "Công diễn 5 đẳng cấp: MisThy bắn rap, Phương Thanh ngân câu vọng cổ!"   | 4 tháng 1 năm 2025   |
| 28                                                                 | 13 | "Mie "lội ngược dòng", Kiều Anh "chơi tất tay" kết lại công diễn 5"      | 11 tháng 1 năm 2025  |
| Chung kết: Transform to Shine – Chuyển mình rực rỡ                 |    |                                                                          |                      |
| 29                                                                 | 14 | "30 chị đẹp tụ họp khuấy đảo chung kết, ai sẽ có suất ra mắt?"           | 18 tháng 1 năm 2025  |
| 30                                                                 | 15 | "Hành trình đạp gió thăng cấp, 10 "bông hoa" chị đẹp ra mắt rực rỡ"      | 25 tháng 1 năm 2025  |

## Chương trình bên lề

### Chị đẹp – Chuyện chưa lên sóng

#### Mùa 1
| Mùa 1 |    |                                                                 |                      |
| 1     | 1  | "Nhóm nào cũng có "chuyện""                                     | 20 tháng 11 năm 2023 |
| 2     | 2  | "Ninh Dương Lan Ngọc "tiền đình" vì xoay vòng trên không?"      | 27 tháng 11 năm 2023 |
| 3     | 3  | "Ninh Dương Lan Ngọc "xin xỏ" MLee vì thứ tự trình diễn"        | 4 tháng 12 năm 2023  |
| 4     | 4  | "Lệ Quyên phấn khích đu dây, Quỳnh Nga "rơi nước mắt"?"         | 11 tháng 12 năm 2023 |
| 5     | 5  | "Trang Pháp, Lynk Lee "quay cuồng" đủ kiểu vũ đạo?"             | 18 tháng 12 năm 2023 |
| 6     | 6  | "Khổng Tú Quỳnh, Phương Vy và cận cảnh tổng duyệt battle dance" | 25 tháng 12 năm 2023 |
| 7     | 7  | "Mỹ Linh và Thu Phương lạc vào đại hội "lật mặt""               | 1 tháng 1 năm 2024   |
| 8     | 8  | "Huyền Baby ôm chặt Trang Pháp vì sợ khi gặp "bé Na""           | 8 tháng 1 năm 2024   |
| 9     | 9  | "Diệp Lâm Anh, Lan Ngọc đầy "bão táp" trước thềm solo công 5"   | 15 tháng 1 năm 2024  |
| 10    | 10 | "Nhóm Diễm xưa & Đại minh tinh gặp trục trặc khi tổng duyệt?"   | 22 tháng 1 năm 2024  |
| 11    | 11 | "Trang Pháp, MLee đối lập khi làm nhóm trưởng tại chung kết?"   | 5 tháng 2 năm 2024   |

#### Mùa 2
| Mùa 2 |    |                                                                    |                      |
| 12    | 1  | "Lần đầu hội ngộ và tổng duyệt sân khấu "nét căng""                | 30 tháng 10 năm 2024 |
| 13    | 2  | "Minh Tuyết, Xuân Nghi "slay và quậy" cùng chị em"                 | 6 tháng 11 năm 2024  |
| 14    | 3  | "Minh Hằng, Ngọc Phước "an tĩnh" giữa nội trú rộn ràng?"           | 13 tháng 11 năm 2024 |
| 15    | 4  | "Liên minh Thu Phương và Mỹ Linh áp lực leo thang vì công diễn 1?" | 20 tháng 11 năm 2024 |
| 16    | 5  | "Tiệc ngủ nội trú: MisThy sụp đổ, Mie tuột đường vì khóc"          | 27 tháng 11 năm 2024 |
| 17    | 6  | "Thảo Trang, Gil Lê gia nhập hội chị đẹp "tiền đình""              | 4 tháng 12 năm 2024  |
| 18    | 7  | "Kiều Anh, Tóc Tiên "thư giãn" ở công diễn 3?"                     | 11 tháng 12 năm 2024 |
| 19    | 8  | "Lynk Lee dính bẫy MisThy dù là đồng đội trong hội thao?"          | 18 tháng 12 năm 2024 |
| 20    | 9  | "Không cần dancer Mỹ Linh, Minh Tuyết cân gọi vũ đạo công diễn 4?" | 25 tháng 12 năm 2024 |
| 21    | 10 | "Mie trầy trật, Maitinhvi hóa "cô giáo đếm nhịp" tại công diễn 4"  | 1 tháng 1 năm 2025   |
| 22    | 11 | "Minh Hằng, Tuimi trẩy hội âm nhạc "xuyên quốc gia"!"              | 8 tháng 1 năm 2025   |
| 23    | 12 | "Tóc Tiên, Kiều Anh và Mie bung liên hoàn skill"                   | 15 tháng 1 năm 2025  |
| 24    | 13 | "Minh Tuyết căng não, MisThy tập tành nhảy "cha cha cha""          | 22 tháng 1 năm 2025  |
| 25    | 14 | "Cảm ơn vì đã kết nối! Hẹn gặp tại concert!"                       | 27 tháng 1 năm 2025  |